# Sophie Rundle
Sophie Rundle, född 21 april 1988 i Buckinghamshire, är en brittisk skådespelare.
Rundle har bland annat medverkat i TV-serierna Peaky Blinders (2013–2022), Gentleman Jack (2019–2022) och Diplomaten i Barcelona från 2023.

## Filmografi (i urval)
- 2012 – Titanic (TV-serie)
- 2012–2014 – Bletchley circle (TV-serie)
- 2013–2022 – Peaky Blinders (TV-serie)
- 2015–2016 – I Dickens magiska värld (TV-serie)
- 2018 – Bodyguard (TV-serie)
- 2019–2022 – Gentleman Jack (TV-serie)
- 2023 – Diplomaten i Barcelona (TV-serie)